# Navió
Navió ist ein Ort und eine ehemalige Gemeinde (Freguesia) im nordportugiesischen Kreis Ponte de Lima der Unterregion Minho-Lima. Die Gemeinde hatte 227 Einwohner (Stand 30. Juni 2011).
Am 29. September 2013 wurden die Gemeinden Navió und Vitorino dos Piães zur neuen Gemeinde Navió e Vitorino dos Piães zusammengeschlossen.